# Doña Bárbara (telenovela de 1975)
Doña Bárbara es una telenovela venezolana en el año 1974 escrita por José Ignacio Cabrujas y por Salvador Garmendia. Se basa en la novela homónima escrita por el venezolano Rómulo Gallegos. Fue transmitida por RCTV y fue el primer programa grabado en color en la televisión venezolana.

## Sinopsis
Bárbara es una muchacha mestiza y agraciada que viaja en un bongo entre contrabandistas y saqueadores.
Cuando iba a ser vendida a un sirio leproso, lleno de lujuria, ella piensa que podría alcanzar la salvación en el joven Asdrúbal, de quien se enamora y espera su amparo. Pero el joven es asesinado por los bandidos del bongo y Bárbara queda inerme, a discreción de sus salvajes acompañantes, que la violan brutalmente.
Este es como el bautizo de la violencia y el nacimiento de la dureza en la vida de Doña Bárbara. Después ella se sitúa al norte de Orinoco, donde es dueña de un inmenso hato, en el que pululan los criminales y los ladrones.
Por medios ilegales y violentos, cada día aumenta su propiedad. El hato vecino, de los Luzardo, mal administrado y dirigido por los hombres de mal proceder, es la víctima más cercana de los descarados manejos de la insaciable "devoradora de hombres".
Santos Luzardo, un joven abogado, regresa de Caracas a la Sabana de Altamira, pueblo ubicado en pleno llano venezolano. Santos quiere vender las tierras que le dejó a su padre, pero luego se olvida de tal idea cuando comprueba que todo el territorio se encuentra en manos de una misteriosa mujer, Doña Bárbara, al que todos conocen como "La devoradora de hombres", que mediante hechizos y pactos con espíritus diabólicos y sus artes seductoras ha conseguido convertirse en una de las caciques más poderosas en el lugar. Así que Santos muy obstinado se queda dispuesto a recuperar el esplendor que tenía su hacienda en los tiempos en que él vivía allí.
La hacienda vecina a la propiedad de Santos Luzardo es la llamada "El Miedo", donde vive la mítica Doña Bárbara, es una mujer hermosa en el esplendor de la madurez, acostumbrada a conseguir todo por el lado equivocado. Ella con el poder de su sensualidad, no encuentra resistencia, disfrutaba enamorando hombres para después destruirlos. Uno de sus primeros amantes y víctimas fue Lorenzo Barquero, un pariente de los Luzardo.
Lorenzo fue seducido por Doña Bárbara y esta le arrebató toda su fortuna. Tuvieron una hija Marisela de la cual la Doña se despreocupó enseguida y no la reconoce como fruto de sus entrañas. La niña creció de una manera salvaje, mientras su padre se dio a la bebida. Santos visita a su primo Lorenzo Barquero, lo encuentra viviendo en una casa miserable, en eterno de embriaguez, allí conoce a Marisela que es una joven bellísima pero asilvestrada e ignorante.
Santos se conmueve y decide ayudar a la muchacha. Ante las arbitrariedades de Doña Bárbara, Santos quiere responder con la justicia y la hidalguía en el reclamo de su propiedad, pero luego comprende que la "ley del llano" es otra: la violencia. Doña Bárbara se une con un americano llamado Mister Danger, quien la ayuda a cometer fechorías para aumentar sus riquezas, en especial ella quiere apoderarse de las tierras de Santos Luzardo, pero éste será una fuerte rival y le da a Doña Bárbara donde más le duele en su corazón pues la recia mujer no puede evitar enamorarse del apuesto joven y hará todo lo posible por conquistarlo. Pero sus intentos serán en vano, Santos no se deja de seducir por la belleza de Doña Bárbara, prefiere la agreste simpatía de Marisela, ha caído prendido de la dulzura e inocencia de la muchacha y se enamora de ella, amor que es correspondido. Doña Bárbara, llena de odio, trata de matar a su hija, pero al ver juntos a Santos y Marisela se acuerda de su amor frustrado de juventud, se le despierta la madre deprimida: "Es tuyo, que te haga feliz". Doña Bárbara, vencida, sin atreverse a privar de la vida a su propia hija, Marisela, le deja a éstas todas sus propiedades y abandona aquel escenario donde realizó sus más encarnizadas luchas.
La Doña se va, nunca más sabiéndose algo de ella. Santos Luzardo triunfa al fin sobre la maldad, el desorden y el atraso del llano. El hato "El Miedo" vuelve a ser de los Luzardo y la esperanza renace sobre la voluntad de Santos y Marisela, que habían ganado la batalla contra las fuerzas maléficas. Al final todo lo que vence en la llanura venezolana es el amor y la justicia.

## Elenco
- Marina Baura como Doña  Barbara
- Elio Rubens como Santos Luzardo
- Marisela Berti como Marisela Barquero.
- Tomás Henríquez como Melquíades Gamarra "El Brujeador".
- Rafael Briceño  como Lorenzo Barquero.
- Arturo Calderón como Juan Primito.
- Carlos Márquez como Balbino Paiva.
- Edmundo Valdemar como Ño Pernalete.
- Enrique Benshimol como Mr. Danger
- Guillermo González  como Mujiquita.
- Martha Olivo  como Casilda.
- César Lemoine  como Asdrúbal.
- Mauricio González  como Antonio Sandoval.
- William Moreno  como Carmelito.
- Carlos Flores  como Melesio.
- Gustavo Rodríguez  como María Nieves.
- Nardy Fernández  como Gervasia.

## Producción
- Escritor: Rómulo Gallegos
- Libretos y Adaptación: José Ignacio Cabrujas y Salvador Garmendia
- Director de fotografía:  César Bolívar
- Dirección: - Juan Lamata

## Tema Principal
- Intérprete: El carrao del Palmarito
- Tema: Doña Bárbara